# Камышитовое Юго-Западное нефтегазовое месторождение
Камышитовое Юго-Западное (Камыстинское) месторождение нефти и газа расположено в Исатайском районе Атырауской области Казахстана, в 80 км к западу от города Атырау.
В 1960 году были произведены сейсморазведка и структурное бурение, в 1962 году начато поисковое и разведочное бурение. Разведка завершилась в 1975 году.
Камышитовое Юго-Западное нефтегазовое месторождение месторождение в тектоническом отношении приурочено к трёхкрылой солянокупольной структуре. Нефтеносны нижнемеловые, среднеюрские и пермотриасовые отложения. Глубина залегания горизонтов составляет 199—783 м. Нефтенасыщенная толщина — 3,2—14,4 м, коэффициент нефтенасыщенности — 0,75 — 0,84. Плотность нефти изменяется в пределах 812—919 кг/м³. Состав газа: 38,56— 78,8 % метана, 10,28-25,26 % этана, 3,32—19,52 % пропана. Режим работы залежей водонапорный. Пластовые воды хлорокальциевoro типа с плотностью 1160—1200 кг/м³ и минерализацией 252,8—290,4 г/л.
Месторождение находится в разработке.